# 김해서중학교
김해서중학교(金海西中學校)는 대한민국 경상남도 김해시 주촌면 선지리에 있는 공립 중학교이다.

## 학교 연혁
- 1980년 12월 11일 : 김해서중학교 설립 인가
- 1981년 3월 1일 : 개교
- 1984년 2월 15일 : 제1회 316명 졸업
- 2022년 3월 1일 : 본교 신설대체 이전
- 2022년 9월 1일 : 제21대 장성규 교장 취임
- 2023년 2월 7일 : 제40회 졸업식(졸업생 20명, 졸업생수 11,478명)
- 2023년 3월 2일 : 제43회 입학식(9학급 241명)

## 참고 자료
- 김해서중학교 - 한국교육학술정보원 학교알리미